# Lucas Sebastián Haedo
Lucas Sebastián Haedo (Chascomús, 18 aprile 1983) è un ex ciclista su strada argentino, professionista dal 2007 al 2018, con caratteristiche di velocista. È il fratello minore di Juan José Haedo.

## Carriera
Haedo incominciò la sua carriera correndo a livello amatoriale tra Spagna ed America; ottenne vari piazzamenti e vittorie, tra cui due tappe alla Vuelta Ciclista a León nel 2005. A metà della stagione 2007 passò professionista con la squadra statunitense Rock Racing, rimanendovi solo pochi mesi. Per l'anno successivo si trasferì alla Colavita-Sutter Home, con la quale ottenne alcune vittorie in corse del calendario nazionale statunitense. All'inizio del 2009 ottenne una vittoria di tappa al Tour de San Luis, per proseguire la stagione con piazzamenti in volata al Tour of California e vittorie in corse minori, conseguendo a fine anno il terzo posto nel calendario nazionale.
Per il 2010 fu messo sotto contratto dalla squadra del fratello maggiore, la Saxo Bank, con la quale prese subito parte al Giro d'Italia; nello stesso anno venne chiamato in nazionale per la prova in linea dei campionati del mondo di Melbourne, che però non riuscì a portare a termine. Alla prova in linea dei campionati del mondo partecipò anche nel 2011 a Copenaghen, chiudendo centotrentaduesimo. Nel 2012 fu invece per la seconda volta al via del Giro d'Italia.
Nel 2013 gareggia per il team italiano Cannondale Pro Cycling, partecipando tra le altre alla Parigi-Nizza, al Tour de Suisse e alla Vuelta a España. Nel 2014 passa tra le file della formazione Continental emiratina Skydive Dubai, vincendo una tappa al Tour of Thailand e piazzandosi quinto in una frazione del Tour of Qatar. Dal 2015 al 2016 è sotto contratto con il team statunitense Team Jamis.
A fine carriera è diventato conduttore della versione spagnola di Global Cycling Network su YouTube.

## Palmarès
- 2004

Gran Premio Macario
- 2005

3ª tappa Vuelta Ciclista a León
5ª tappa Vuelta Ciclista a León
1ª tappa Vuelta a Segovia
- 2006

4ª tappa Vuelta a Galicia
- 2008

2ª tappa Joe Martin Stage Race
4ª tappa Joe Martin Stage Race
US Air Force Cycling Classic
1ª tappa Vuelta a Mendoza
2ª tappa Vuelta a Mendoza
7ª tappa Vuelta a Mendoza
9ª tappa Vuelta a Mendoza
- 2009

2ª tappa Tour de San Luis (San Luis/La Toma > Mirador del Potrero)
2ª tappa Tour of Elk Grove
2ª tappa Tour of the Gila (Inner Loop Road Race)
2ª tappa Joe Martin Stage Race
3ª tappa Joe Martin Stage Race
2ª tappa Nature Valley Grand Prix
4ª tappa Nature Valley Grand Prix
- 2014 (Skydive Dubai Pro Cycling Team, una vittoria)

1ª tappa Tour of Thailand (Suphan Buri > Uthai Thani)
- 2015 (Jamis-Hagens Berman, quattro vittorie)

1ª tappa Redlands Classic
5ª tappa Redlands Classic
4ª tappa Joe Martin Stage Race
4ª tappa Tour of the Gila

## Piazzamenti

### Grandi Giri
- Giro d'Italia

2010: 128º
2012: 128º
- Vuelta a España

2013: 139º

### Classiche monumento
- Parigi-Roubaix

2012: 72º
2013: 104º

### Competizioni mondiali
- Campionati del mondo

Verona 2004 - In linea Under-23: ritirato
Madrid 2005 - In linea Under-23: ritirato
Melbourne 2010 - In linea Elite: ritirato
Copenaghen 2011 - In linea Elite: 132º